# Bathory (альбом)
Bathory — дебютный студийный альбом шведской группы Bathory, считается некоторыми критиками одним из первых представителей жанра блэк-метала. Оригинальное издание альбома высоко ценится у коллекционеров музыки. Некоторые критики признают Bathory основополагающим альбомом в жанре блэк-метала и одним из самых влиятельных. Альбом высоко оценивается критиками и музыкантами за звуковой стиль и энергичность. В то же время на звучание Bathory отмечается влияние группы Venom, которое Куортон, лидер Bathory, отрицал.

## История создания

### Предыстория
16 марта 1983 года Куортон и двоюродные братья Юнас Окерлунд и Фредрик Ханой впервые встретились по объявлению, поданному в музыкальном магазине в Стокгольме, и сразу же принялись репетировать. Лидерство в группе принял Куортон, он же предоставил бо́льшую часть текстов, написанных до их встречи.
Группа выступила на нескольких концертах в столице Швеции и, благодаря отцу Куортона Бёрье «Боссу» Форсбергу с лейбла звукозаписи Tyfon Grammofon, Bathory выпустили первые записи в составе сборника Scandinavian Metal Attack в 1984 году. После выпуска записи Окерлунд и Ханой покинули Bathory, поселившись на некоторое время в Лондоне.

### Запись
После возникновения ажиотажа вокруг Bathory, Куортон решает собрать новый состав и записать собственный независимый альбом. Он пригласил гитариста Рихард Бергмана и ударника Стефана Ларссона, вместе с которыми 22 мая 1984 года провёл первую и единственную совместную репетицию перед записью в студии Heavenshore Studio, которая состоялась 14 июня того же года. Студия представляла собой переоборудованный для записи музыки гараж. Tyfon Grammofon выделила для Bathory 5000 шведских крон для записи альбома. Во время записи не использовались гитарные педали для искажения записи. Звук воспроизводился через комбоусилитель фирмы Yamaha. Использовалась гитара марки Ibanez Destroyer, а барабанная установка, как её описывает автор Дениел Экерот, была «смехотворно маленькой» и имела недостающие комплектующие. Звук захватывался самодельным восьмиканальным магнитофоном.
Первоначально альбом носил название «Pentagrammaton», но оно было изменено, когда музыканты поняли, что некоторые слушатели неверно читали его как «Pentagon». Из-за ограниченного бюджета музыкантам пришлось работать в сжатых сроках. На запись было потрачено порядка 56 часов. Выпуск состоялся на лейбле Tyfon Grammofon 2 октября 1984 года. Чтобы отделить экстремальный звук Bathory от других групп, выпускавшихся на лейбле, альбом имел отдельную отметку «Black Mark». Позже под этим названием будет создан настоящий музыкальный лейбл — Black Mark Productions. Альбом вышел тиражом в 1000 копий и был распродан спустя две недели. Издание не содержало фотографий с членами группы, а также имён музыкантов, участвовавших в записи, за исключением Куортона и «Босса».

### Обложка
В качестве обложки было использовано изображение козла, а название группы было написано староанглийским шрифтом, что позже было заимствовано множеством групп в жанре блэк-метала. На задней стороне обложки находилась пентаграмма. Куортон использовал иллюстрацию Джозефа Смита, который изначально создал её для книги «Witches» (с англ. — «Ведьмы») американской писательницы Эрики Йонг. Музыкант хотел, чтобы голова козла имела золотой цвет, однако цена печати тиража оказалась слишком высокой и он решил оставить жёлтый цвет, максимально приближенный к золотому. Было напечатано лишь 1000 экземпляров первого издания с жёлтым козлом, но результат не удовлетворил ожидания Куортона, поэтому оформление последующих изданий Bathory было выполнено в чёрно-белой палитре. Оригинальное издание альбома высоко ценится у коллекционеров; по оценкам журнала Revolver, приблизительная цена пластинки начинается от 1500 долларов за экземпляр удовлетворительного качества. Композиция «Necromancy» была написана на обложке с опечаткой — «Necromansy». Это связано с тем, что Куортон наносил на поверхность переводные буквы, но у него закончились «c». К тому же группа забыла внести композицию «Storm of Damnation» в список на обратной стороне.

## Тематика и стиль
В своей музыке Куортон, по его словам, пытался «объединить мрачность Black Sabbath, звук Motörhead и безумие GBH». Во вступительном треке используется перезвон колокольчиков и шум ветра, затем начинаются тяжёлые гитарные риффы. Мрачную атмосферу создают тексты сатанинской и языческой тематики, однако Куортон никогда не являлся приверженцем сатанизма или языческой религии. Многие критики видят в дебютном альбоме коллектива влияние британской группы Venom, несмотря на то, что Куортон утверждал, что на момент записи Bathory он не был знаком с творчеством Venom. Барабанщик группы Юнас Окерлунд, напротив, утверждал, что в те дни они были подвержены серьёзному влиянию Venom. Музыкальный стиль Bathory вдохновил множество скандинавских коллективов, таких как Mayhem, Immortal и Darkthrone. Дениел Экерот называет Bathory смесью раннего Venom и сан-францисского трэш-метала, а также утверждает, что на шведской металлической сцене релиз имел одно из самых скоростных звучаний на тот момент.

## Восприятие
| Оценки критиков | Оценки критиков |
| Источник        | Оценка          |
| --------------- | --------------- |
| AllMusic        | [ 10 ]          |
| Ultimate Guitar | [ 5 ]           |
| Rock Hard       | [ 11 ]          |
| Metal1          | [ 12 ]          |

Благодаря дебютному альбому у группы Bathory появилось множество поклонников, а студии звукозаписи и промоутеры стремились отправить группу Bathory в большое концертное турне. Альбом, как оценивает рецензент AllMusic Роб Ферриер, стал первым представителем жанра блэк-метал и оказал значительное влияние на его будущее. Bathory обозначил тематические границы будущих скандинавских групп благодаря языческой и сатанинской эстетике. Участники записи «отлично» владеют английским языком и, по мнению критика, написали тексты песен лучше, чем это делали американские или английские группы. В таких песнях как «In Conspirasy with Satan» исследователь Карл Спраклен видел влияние британской группы Venom, а также панка и трэш-метала. Спраклен описал музыку Bathory как «серьёзная, мрачная и быстрая».
Гёц Кюнемунд из издания Rock Hard высоко оценил Bathory, назвав его «первоклассным ультражёстким блэк-металом», однако был разочарован «отсутствием оригинальности», сравнивая «грязное» звучание, название группы и песен, а также визуальное оформление обложки с дебютным альбомом Venom Welcome to Hell, у которого все эти атрибуты были заимствованы, утверждает Кюнемунд. Сотрудник журнала Decibel Крис Дик опубликовал список лучших альбомов Bathory по мнению Стефана, участника финской металлической группы Havukruunu. Стефан отметил, что Bathory является примером качественной работы, выполненной с ограниченными ресурсами. Энергия и агрессия, с которой был создан альбом, делают его «эталонной» работой в жанре.
Журналист российского издания Dark City считает, что наряду с другими альбомами группы, Bathory оказал наибольшее влияние на мировой блэк-метал. Влияние музыки Bathory на своё творчество отмечали участники таких групп, как Satyricon. Альбом вошёл в список 25 основополагающих альбомов жанра блэк-метал по версии журнала Revolver. Аудитория издания также избрала его в 5 «величайших» альбомов жанра. Тем же образом поступил ресурс Kerrang!, вынеся песню из альбома Bathory под названием «Sacrifice» в список 14 композиций коллективов, создавших поворотный момент в развитии блэк-метала.

## Список композиций
Слова и музыка всех песен — Quorthon.
| №  | Название                     | Длительность |
| -- | ---------------------------- | ------------ |
| 1. | «Storm of Damnation (Intro)» | 3:06         |
| 2. | «Hades»                      | 2:45         |
| 3. | «Reaper»                     | 2:44         |
| 4. | «Necromansy»                 | 3:40         |
| 5. | «Sacrifice»                  | 3:16         |

| №                   | Название                   | Длительность |
| ------------------- | -------------------------- | ------------ |
| 6.                  | «In Conspirasy with Satan» | 2:29         |
| 7.                  | «Armageddon»               | 2:31         |
| 8.                  | «Raise the Dead»           | 3:41         |
| 9.                  | «War»                      | 2:15         |
| 10.                 | «Winds of Mayhem (Outro)»  | 0:22         |
| Общая длительность: | Общая длительность:        | 26:52        |

## Участники записи
Bathory
- Куортон — гитара, вокал
- Рихард Бергман — бас
- Стефан Ларссон — ударные

Технический персонал
- Бёрье Форсберг — продюсирование